# Juan Manuel Funes
Juan Manuel Funes Fernández (Ciudad de Guatemala; 16 de mayo de 1966), conocido popularmente como Memín Funes, es un exmediocampista guatemalteco que jugó profesionalmente para los tres clubes más exitosos de Guatemala - Aurora, Municipal y Comunicaciones - y se convirtió en miembro y luego capitán de la selección de Guatemala, a la que representó en cinco procesos de clasificación para la Copa del Mundo .
Desde 2013 hasta marzo de 2015, formó parte del cuerpo técnico de la selección sub-17 de Guatemala.

## Trayectoria
De adolescente, formó parte de las divisiones juveniles del Aurora FC, debutando en la Liga Mayor con ese equipo. Luego se incorporó al Municipal, club con el que más se identificaría permanentemente, donde alcanzaría la cima de su carrera.
Durante su paso con los rojos, ayudó al equipo a ganar tres títulos de liga consecutivos en las temporadas 1987, 1988-89 y 1989-90 y dos más en 1991-92 y 1993-94. Marcó 43 goles en torneos oficiales con el equipo.
En 1997, se mudó a Comunicaciones, el archirrival de Municipal, donde ganó cuatro títulos de liga más: 1997-98, 1998-99, Apertura 1999 y Clausura 2001. Pasada esta temporada, se unió al Jalapa.
Después, jugó un segundo mandato con Aurora, y luego de que el equipo descendiera a Primera División en 2005, se retiró del fútbol profesional.

## Selección nacional
En 1988, formó parte del equipo que participó en el torneo olímpico de 1988, jugando contra Italia e Irak. A nivel absoluto, completó hizo 66 apariciones entre 1985 y 2000, anotando 15 goles.
Participó en las eliminatorias mundiales de 1986, 1990, 1994, 1998 y 2002, convirtiéndose en el primer jugador guatemalteco en participar en cinco de esos procesos. Su último partido internacional fue uno de clasificación para la Copa del Mundo en septiembre del 2000 contra Estados Unidos.

### Participaciones en Juegos Olímpicos
| Torneo                   | Sede | Resultado     |
| ------------------------ | ---- | ------------- |
| Juegos Olímpicos de 1988 | Seúl | Primera ronda |

## Clubes
| Club               | País      | Año       |
| ------------------ | --------- | --------- |
| Aurora FC          | Guatemala | 1983-1986 |
| CSD Municipal      | Guatemala | 1986-1997 |
| CSD Comunicaciones | Guatemala | 1997-2001 |
| Deportivo Jalapa   | Guatemala | 2001-2003 |
| Aurora FC          | Guatemala | 2003-2005 |

## Palmarés

### Títulos nacionales
| Título                    | Equipo         | País      | Año           |
| ------------------------- | -------------- | --------- | ------------- |
| Copa Nacional             | Aurora         | Guatemala | 1983-84       |
| Liga Nacional             | Aurora         | Guatemala | 1984          |
| Liga Nacional             | Aurora         | Guatemala | 1986          |
| Copa Campeón de Campeones | Aurora         | Guatemala | 1986          |
| Liga Nacional             | Municipal      | Guatemala | 1987          |
| Liga Nacional             | Municipal      | Guatemala | 1988-89       |
| Liga Nacional             | Municipal      | Guatemala | 1989-90       |
| Liga Nacional             | Municipal      | Guatemala | 1991-92       |
| Liga Nacional             | Municipal      | Guatemala | 1993-94       |
| Copa Campeón de Campeones | Municipal      | Guatemala | 1994          |
| Copa Nacional             | Municipal      | Guatemala | 1995          |
| Copa Campeón de Campeones | Municipal      | Guatemala | 1996          |
| Copa Campeón de Campeones | Comunicaciones | Guatemala | 1997          |
| Liga Nacional             | Comunicaciones | Guatemala | 1997-98       |
| Copa Campeón de Campeones | Comunicaciones | Guatemala | 1998          |
| Liga Nacional             | Comunicaciones | Guatemala | 1998-99       |
| Liga Nacional             | Comunicaciones | Guatemala | Apertura 1999 |
| Liga Nacional             | Comunicaciones | Guatemala | Clausura 2001 |
| Primera División          | Jalapa         | Guatemala | 2000-01       |
| Copa Nacional             | Jalapa         | Guatemala | 2002          |
| Primera División          | Jalapa         | Guatemala | Clausura 2003 |